# Denîși, Jîtomîr
Denîși (în ucraineană Дениші) este localitatea de reședință a comunei Denîși din raionul Jîtomîr, regiunea Jîtomîr, Ucraina.

## Demografie
Componența lingvistică a localității Denîși
     Ucraineană (98,02%)
     Rusă (1,89%)
     Alte limbi (0,09%)
Conform recensământului din 2001, majoritatea populației localității Denîși era vorbitoare de ucraineană (98,02%), existând în minoritate și vorbitori de rusă (1,89%).